# UFC Fight Night: Iaquinta vs. Cowboy
UFC Fight Night: Iaquinta vs. Cowboy（ユーエフシー・ファイトナイト：アイアキンタ・バーサス・カウボーイ、別名UFC Fight Night 151、UFC on ESPN+ 9）は、アメリカ合衆国の総合格闘技団体「UFC」の大会の一つ。2019年5月4日、カナダ・オンタリオ州オタワのカナディアン・タイヤ・センターで開催された。

## 大会概要
本大会ではアル・アイアキンタとドナルド・セラーニによるライト級戦が組まれた。

## 試合結果

### プレリミナリーカード
第1試合 バンタム級 5分3R
○  コール・スミス vs.  ミッチ・ガニョン ×
3R終了 判定3-0（29-28、29-28、30-27）
第2試合 ヘビー級 5分3R
○  アルジャン・ブラー vs.  フアン・アダムス ×
3R終了 判定3-0（29-28、29-28、30-27）
第3試合 フェザー級 5分3R
○  マット・セイルズ vs.  カイル・ネルソン ×
3R 3:16 肩固め
第4試合 ウェルター級 5分3R
○  ノーディン・タレブ vs.  カイル・プレポレク ×
3R終了 判定3-0（30-27、30-27、30-27）
第5試合 バンタム級 5分3R
○  ヴィンス・モラレス vs.   アイマン・ザハビ ×
3R終了 判定3-0（29-28、29-28、29-28）
第6試合 女子バンタム級 5分3R
○  メイシー・チアソン vs.  サラ・モラス ×
2R 2:22 TKO（パウンド）

### メインカード
第7試合 ミドル級 5分3R
○  アンドリュー・サンチェス vs.   マルク・アンドレ・バリオー ×
3R終了 判定3-0（29-28、29-28、29-28）
第8試合 ヘビー級 5分3R
○  ウォルト・ハリス vs.  セルゲイ・スピバック ×
1R 0:50 TKO（パウンド）
第9試合 バンタム級 5分3R
○  メラブ・ドバリシビリ vs.   ブラッド・カトーナ ×
3R終了 判定3-0（30-27、30-27、30-27）
第10試合 フェザー級 5分3R
○  シェーン・ブルゴス vs.  カブ・スワンソン ×
3R終了 判定2-1（30-27、27-30、29-28）
第11試合 ミドル級 5分3R
○  デレク・ブランソン vs.  イライアス・テオドロウ ×
3R終了 判定3-0（29-28、29-28、30-27）
第12試合 ライト級 5分5R
○  ドナルド・セラーニ  vs.  アル・アイアキンタ ×
5R終了 判定3-0（49-45、49-45、49-46）

### 各賞
ファイト・オブ・ザ・ナイト： ドナルド・セラーニ vs. アル・アイアキンタ
パフォーマンス・オブ・ザ・ナイト： ウォルト・ハリス、メイシー・チアソン
各選手にはボーナスとして5万ドルが授与された。

### カード変更
負傷などによるカードの変更は以下の通り。